# Lac Aigremont
Lac Aigremont är en sjö i Kanada.   Den ligger i regionen Saguenay–Lac-Saint-Jean och provinsen Québec, i den östra delen av landet, 500 km norr om huvudstaden Ottawa. Lac Aigremont ligger 395 meter över havet. Arean är 9,7 kvadratkilometer. Den sträcker sig 3,9 kilometer i nord-sydlig riktning, och 6,3 kilometer i öst-västlig riktning.
I omgivningarna runt Lac Aigremont växer i huvudsak blandskog. Trakten runt Lac Aigremont är nära nog obefolkad, med mindre än två invånare per kvadratkilometer.